# Список достижений ФК «Динамо» (Москва) и его игроков
С момента своего основания футбольный клуб «Динамо» Москва и его игроки завоевали значительное число титулов, призов и наград. Ниже приводится их полный список.

## Командные

### Национальные чемпионаты
- Чемпионат СССР: 11
  - 1936 (в), 1937, 1940, 1945, 1949, 1954, 1955, 1957, 1959, 1963, 1976 (в)
- Серебряный призёр чемпионата СССР: 11
  - 1936 (о), 1946, 1947, 1948, 1950, 1956, 1958, 1962, 1967, 1970, 1986
- Бронзовый призёр чемпионата СССР: 5
  - 1952, 1960, 1973, 1975, 1990
- Кубок СССР: 6
  - 1937, 1953, 1966/67, 1970, 1977, 1984
- Финалист Кубка СССР: 5
  - 1945, 1949, 1950, 1955, 1979
- Суперкубок СССР:
  - 1977
- Участник Суперкубка СССР:
  - 1985
- Серебряный призёр чемпионата России:
  - 1994
- Бронзовый призёр чемпионата России: 5
  - 1992, 1993, 1997, 2008 , 2021/22
- Кубок России:
  - 1994/95
- Финалист Кубка России: 4
  - 1996/97, 1998/99, 2011/12, 2021/22
- Первенство ФНЛ:
  - 2016/17

### Международные
- Финалист Кубка обладателей кубков[2]:
  - 1971/72

### Призы
- Гроза авторитетов[3]: 2
  - 1977, 1981
- Агрессивному гостю: 6
  - 1967, 1970, 1975, 1978, 1986, 1990
- Двумя составами: 4
  - 1963, 1970, 1973, 1976 (в)
- За волю к победе: 3
  - 1964, 1967, 1969
- За справедливую игру / Справедливой игры: 2
  - 1963, 1988
- Имени Григория Федотова: 1
  - 1970
- Крупного счёта: 1
  - 1968
- Кубок прогресса: 3
  - 1973, 1981, 1986

## Личные
- «Золотой мяч»: 1
  - Лев Яшин (1963)
- Футболист года в России (еженедельник «Футбол»): 3
  - Игорь Добровольский (1990)
  - Игорь Колыванов (1991)
  - Игорь Симутенков (1994)
- Футболист года в России (Спорт-Экспресс): 1
  - Игорь Симутенков (1994)
- Лучший бомбардир чемпионата СССР (с 1958 года приз Лучшему бомбардиру): 7
  - Михаил Семичастный (1936 (в)) — 6 голов
  - Василий Смирнов (1937) — 8 голов
  - Сергей Соловьёв (1948) — 25 голов
  - Владимир Ильин (1954) — 11 голов
  - Александр Бородюк (1986) — 21 гол
  - Александр Бородюк (1988) — 16 голов
  - Игорь Колыванов (1991) — 17 голов
- Лучший бомбардир чемпионата России: 1
  - Игорь Симутенков (1994) — 21 гол
- Лучший вратарь XX века:
  - Лев Яшин
- Вратарь года[4]: 5
  - Лев Яшин: 1960, 1963, 1966
  - Владимир Пильгуй: 1973
  - Дмитрий Тяпушкин :1997
- Лучшему новичку[5]: 1
  - Игорь Добровольский: 1986
- Самый красивый гол сезона: 2
  - Владимир Козлов: 1971
  - Йожеф Сабо: 1972
- Лучшие дебютанты сезона[6]: 14
  - Юрий Авруцкий: 1964
  - Александр Ракитский: 1965
  - Владимир Штапов: 1965
  - Геннадий Еврюжихин: 1966
  - Владимир Ларин: 1968
  - Владимир Смирнов: 1968
  - Владимир Пильгуй: 1970
  - Владимир Уткин: 1970
  - Анатолий Байдачный: 1971
  - Александр Маховиков: 1971
  - Андрей Якубик: 1972
  - Юрий Пудышев: 1973
  - Вадим Павленко: 1974
  - Александр Бубнов: 1975
  - Александр Новиков: 1975
- Рыцарю атаки[7]: 3
  - Александр Бородюк: 1986, 1988
  - Игорь Колыванов: 1991